# العقاب (بلنسية)
العُقَاب هي بلدية في منطقة بلنسية بإسبانيا.